# Frédéric Regnault de La Susse
Aaron Louis Frédéric Regnault de La Susse (Saint-Brieuc, 3 luglio 1788 – Pontrieux, 17 agosto 1860) è stato un ammiraglio francese, veterano delle guerre napoleoniche, dove partecipò alla campagna delle Antille e alla battaglia dei quindici-venti (22 luglio 1805) imbarcato sul vascello Algeçiras. Membro del Consiglio dell'ammiragliato, Presidente del Consiglio del Lavori Marittimi e Ispettore generale, tra il settembre 1851 e il luglio 1853 fu comandante della squadra d'evoluzione inviata nella acque della Grecia per vigilare sugli atti dello zar Nicola I. Insignito della Croce di Grande ufficiale della Legion d'onore.

## Biografia
Nipote di Dominique Clément de Ris, nacque a Saint-Brieuc, dipartimento delle Côtes-d'Armor, il 3 luglio 1788, figlio di Antoine Fréderic e di Clémentine Clément de La Roncière. Arruolatosi nella marine nationale come marinaio il 14 ottobre 1803, il 14 novembre dello stesso anno divenne aspirante di seconda classe. Imbarcato sulla cannoniera n.97, nel 1804 partecipò ad un combattimento contro una fregata inglese nel corso della battaglia della baia d'Audierne.
In successione si imbarcò a Brest sul vascello Wattignies, sulla fregata Poursuivante, sulla Malicieuse e poi sullo Algésiras, vascello in forza alla squadra navale al comando del viceammiraglio Pierre Charles Silvestre de Villeneuve Sull'Algeçiras partecipò alla campagna delle Antille e alla battaglia dei quindici-venti (22 luglio 1805). Nell'agosto 1805 passò sul cutter Téméraire che effettuò scorte ai convogli nell'Atlantico, poi sulla fregata Italienne (agosto 1806), alle Antille,  dove scolse l'incarico di parlamentare incaricato di negoziare uno scambio di prigionieri. Poi effettuò la traversata verso l'Inghilterra.
Promosso enseigne de vaisseau il 12 luglio 1808, si imbarcò sul vascello Polonais alle Antille, operante nella divisione Troude e nell'aprile 1809 prese parte alle operazioni per forzare il blocco navale inglese attorno alla Îles des Saintes.
Nel settembre 1809 passò sulla fregata Néréide, e su questa nave, nel febbraio 1810, partecipò al combattimento al largo di Capo Tiburon, Santo Domingo. In seguito navigò nell'Oceano Indiano, ed era a bordo della Néréide quando quest'ultimo fu catturato da una divisione inglese il 28 maggio 1811 al largo di  Tamatave.
Liberato nel mese di agosto, rientrò in Francia a bordo della Elisa nel mese di dicembre. Promosso tenente di vascello nel maggio 1812, si trovava sulla Méduse nel maggio 1814 e partecipò a numerosi combattimenti contro la Royal Navy nel corso di una nuova campagna nelle Antille e nell'Atlantico del sud. 
Nel 1815 si trovava sul Ville-de-Marseille in Mediterraneo e poi divenne comandante della gabarra Émulation operante in Levante e sulle coste della Libia e dell'Algeria (1815-1816).  Divenuto secondo in comando sul Durance (1818), su questa nave effettuò una lunga campagna nell'Oceano Indiano e nel Mar della Cina. Divenne Cavaliere dell'Ordine di San Luigi il 22 agosto 1819, e Cavaliere della Legion d'onore il 28 aprile 1821.
Dal 1821 al 1823 comandò la corvetta Lyonnaise assegnata alla stazione navale del Brasile, e fu promosso capitano di fregata nell'agosto 1823.  Nel febbraio 1824 era sulla Marie-Thérèse assegnata ala stazione dei Mari del Sud, viaggiando lungo le coste del Cile, del Perù e dell'Argentina. Passò successivamente sulla Cygne e sulla Aréthuse, rientrando in Francia nel giugno 1826.
Nell'ottobre 1827 assunse il comando della corvetta Victorieuse operante in Levante e fu nominato capitano di vascello nell'ottobre 1828. Nel 1829 fu nominato comandante del Conquérant in Levante e poi fu aiutante di bandiera dell'ammiraglio Henri de Rigny. Tra il 1830 e il 1831 comandò la fregata Armide operante sulle coste algerine e poi italiane, e poi il vascello Ville de Marseille che, l'11 luglio 1831, prese parte al forzamento del Tago ad opera dell'ammiraglio Albin Roussin.
Comandante dello Artémise in Adriatico (1832), fu nominato comandante superiore ad Ancona nell'agosto 1834 divenne membro del consiglio dei Lavori Marittimi e della commissione incaricata di esaminare il regime commerciale degli stabilimenti francesi in Levante.  
Nel maggio 1835 assunse il comando del vascello da 118 cannoni Montebello appartenente alla squadra del Mediterraneo e fu promosso contrammiraglio il 30 maggio 1837. Maggior generale a Brest, membro della commissione incaricata di migliorare la costrizione dei marittimi (1838), vicecomandante della squadra del Levante sul Montebello (1839), nell'agosto 1841 fu nominato comandante in capo della Divisione del Levante alzando la sua insegna sul vascello da 90 cannoni Inflexible.
Viceammiraglio dal giugno 1841, nell'agosto successivo fu comandante della Divisione che condusse il principe Luigi Filippo di Francia in Gran Bretagna. Membro della Commissione mista dei lavori pubblici nel 1846, entrò nel  Consiglio dell'ammiragliato nel marzo 1847.
Presidente del Consiglio del Lavori Marittimi e Ispettore generale, tra il settembre 1851 e il luglio 1853 fu comandante della squadra d'evoluzione inviata nella acque della Grecia per vigilare sugli atti dello zar Nicola I. In Parlamento ebbe modo di incontrare il suo omologo britannico Sir Charles Napier. Si ritirò a vita privata nel 1853, sostituito al comando della squadra dall'ammiraglio Ferdinand-Alphonse Hamelin. Si spense a Pontrieux il 17 agosto 1860.

### Fonti
1. 1 2 3 4  Three Decks.
2. 1 2 3 4 5 6  Ecole Navale.
3. ↑  Geneanet.
4. 1 2 3 4 5 6 7 8 9 10 11 12  Levot 1866, p. 294.
5. 1 2 3  Levot 1866, p. 295.
6. ↑  Fuller 2013, p. 79.